# Pomnik Integracja I w Słubicach
Pomnik Integracja I w Słubicach –  pomnik symboliczny na skwerku między Biblioteką Miejską i Biblioteką Collegium Polonicum w Słubicach, kilkaset metrów od dawnego przejścia granicznego z Frankfurtem nad Odrą.
Przedstawia on dwa kamienne sześciany, położone jeden na drugim i połączone ze sobą nicią. Przez górny z nich przebita jest igła.
Pomnik symbolizuje skomplikowane stosunki pogranicza polsko-niemieckiego oraz niełatwą integrację między obydwoma narodami. Został odsłonięty w 2002 roku.
Autorką pomnika jest Ewa Solima (ur. w 1976), absolwentka Akademii Sztuk Pięknych we Wrocławiu.